# Liliana Scaricabarozzi
Liliana Scaricabarozzi (Lodi, 5 ottobre 1934 – Lodi, 21 gennaio 1996) è stata una ginnasta italiana.

## Biografia
Nata a Lodi nel 1934, tesserata per la Ginnastica Fanfulla, nel 1950 vinse la medaglia di bronzo ai Mondiali di Basilea, in Svizzera, dove arrivò terza nel concorso a squadre, con 594,250 punti, dietro a Svezia e Francia.
Nel 1951 fu invece campionessa italiana nel concorso generale individuale ai campionati italiani assoluti, vittoria che bisserà poi tre anni dopo, nel 1954.
A 17 anni partecipò ai Giochi olimpici di Helsinki 1952, in tutte e sette le gare: chiuse sesta nel concorso a squadre con 494,74 punti, 10ª negli attrezzi a squadre con 68,20, 41ª nel concorso individuale con 70,81, 52ª al corpo libero con 17,66, 43ª alle parallele asimmetriche con 17,69, 56ª alla trave con 17,30 e 35ª nel volteggio con 18,16.
Nel 1954 e 1958 prese parte altre due volte ai Mondiali, piazzandosi quinta nel concorso a squadre e 41ª, con 69,980 punti, nel concorso individuale a Roma 1954 e 68ª nel concorso individuale a Mosca 1958, con 70,531 punti.
Nel 1957 fu invece ai primi Campionati europei, a Bucarest, in Romania.
Dopo il ritiro fu anche istruttrice di ginnastica alla Virtus et Labor di Melegnano, la prima della sezione agonistica femminile, istituita nel 1969, e a Sant'Angelo Lodigiano.
Morì nel 1996, a 61 anni. A lei fu intitolata la palestra utilizzata dalla sua Ginnastica Fanfulla per dieci anni, dal 2004 al 2014.

## Palmarès

### Campionati mondiali
- 1 medaglia:
  - 1 bronzo (Concorso a squadre a Basilea 1950)

### Campionati italiani assoluti
- 2 medaglie:
  - 2 ori (Concorso generale individuale nel 1951 e 1954)